# Congress Park Hanau

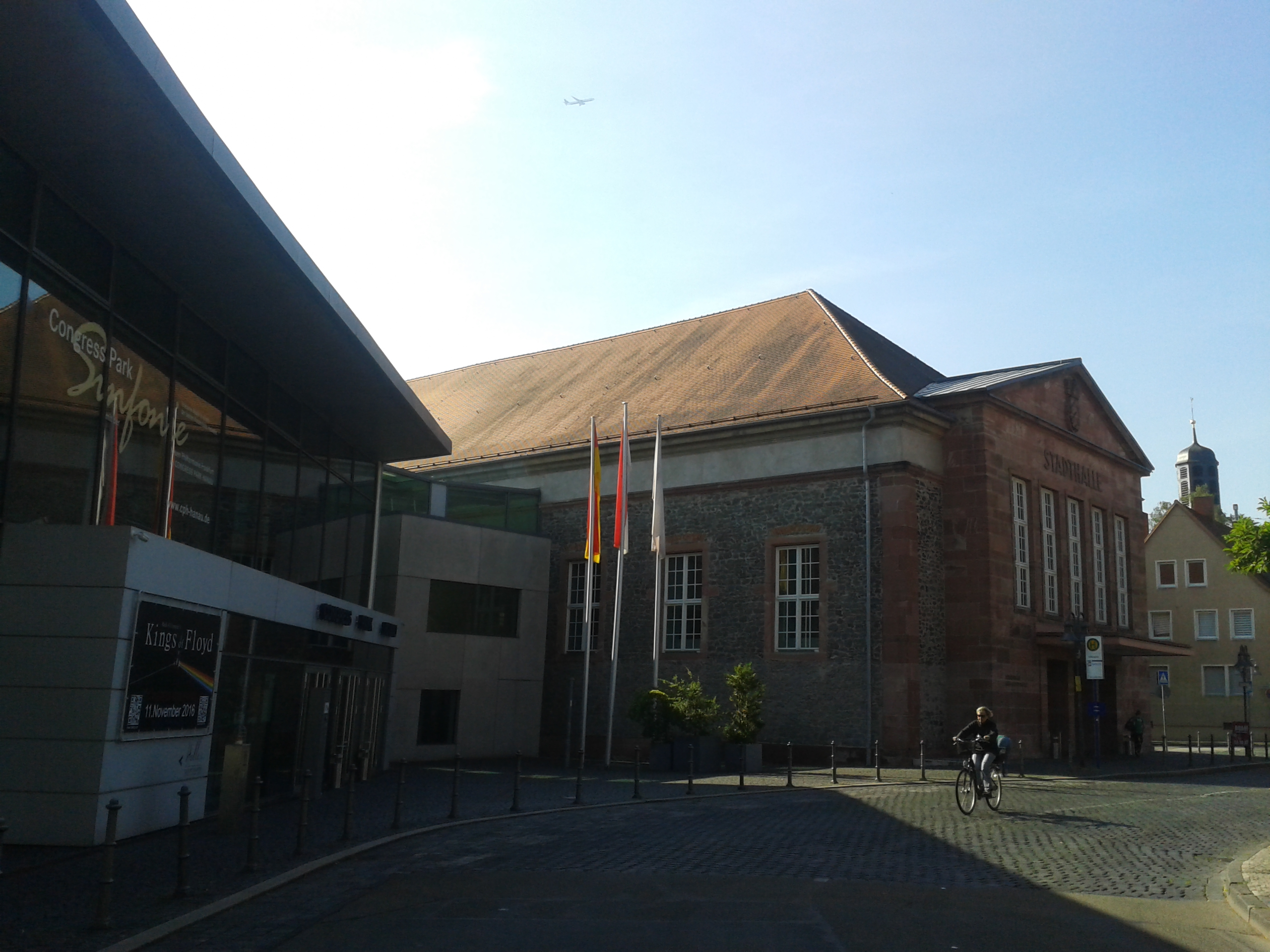
Congress Park Hanau mit Stadthalle am Schlossplatz in der Altstadt

Der Congress Park Hanau (CPH) wurde 2003 als Kongress- und Veranstaltungszentrum errichtet.

## Geschichte
In den Congress Park Hanau wurde der ehemalige Marstall einbezogen, ein Kulturdenkmal nach dem Hessischen Denkmalschutzgesetz. Dabei kam es zu einer Umgestaltung, bei der ein moderner Begleitbau integriert wurde. An die östliche Schmalseite wurde ein erweitertes Bühnengebäude angebaut. Dadurch sind alle historischen Fassaden aus dem 18. Jahrhundert heute mit modernen Gebäudeteilen ergänzt oder verstellt. An der Südseite des Marstalls ist hinter der modernen, vorgeblendeten Glasfassade das historische Portal aus rötlichem Sandstein zu erkennen, auf dessen Pilaster Reitutensilien dargestellt sind, über dem Tor das Hanau-Lichtenberger Wappen.

## Nutzung
Der CPH verfügt über mehrere Räume, wie den Brüder-Grimm-Saal, den Paul-Híndemith-Saal, den Saal Landgraf Alexander Friedrich von Hessen, Tagungsräume und zahlreiche Foyers. Der CPH wird für ganz unterschiedliche Veranstaltungen und Events genutzt von Sinfoniekonzerten, Musicals, über Schauspielen, Opern bis hin zu Tagungen, Messen und Kongressen und Kunstausstellungen. Derzeit (2015) tagt dort, da das Neustädter Rathaus saniert werden muss, auch die Hanauer Stadtverordnetenversammlung.